# Berlin in Geschichte und Gegenwart
Berlin in Geschichte und Gegenwart ist das „Jahrbuch des Landesarchivs Berlin“. Das Periodikum zur Geschichte und Gegenwart der Stadt Berlin erschien anfangs bei der Medusa-Verlags-Gesellschaft, von 1983 bis 1994 beim Siedler Verlag und seitdem beim Gebr. Mann Verlag. Die Zeitschrift mit der ISSN 0175-8446 ist Nachfolgerin der Schriftenreihe zur Berliner Zeitgeschichte. Sie enthält Beiträge zum politischen und kulturellen Zeitgeschehen und zur Geschichte Berlins. Der Politikwissenschaftler Werner Breunig ist seit 2001 Redakteur und seit 2010 zusammen mit Uwe Schaper auch Herausgeber der Jahrbücher.